# Bret Harte

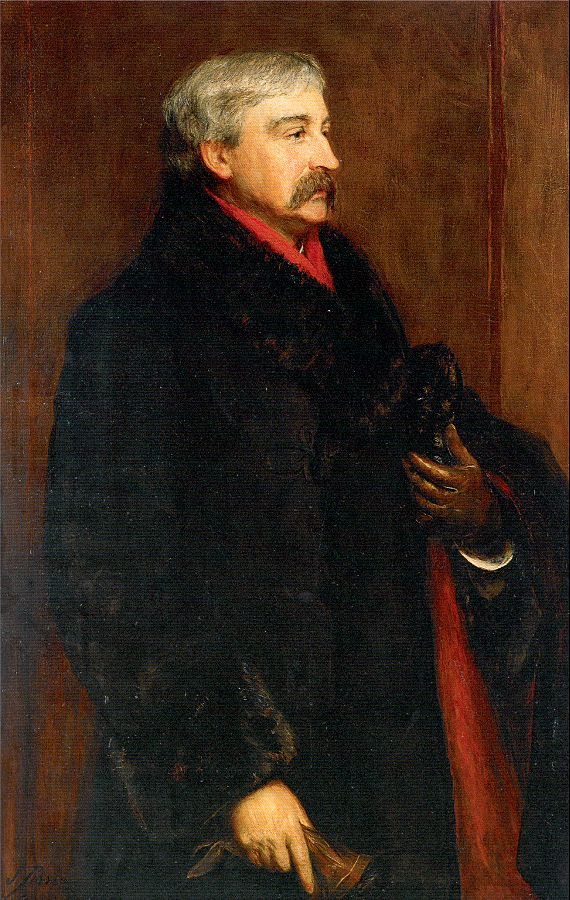
Bret Harte, porträtt (oljemålning) av John Pettie (1884).

Francis Bret Harte, född 25 augusti 1836 i Albany, New York, död 5 maj 1902 i Camberley, Surrey, Storbritannien, var en amerikansk författare och journalist.

## Biografi
Harte stammade från en köpmansfamilj med brittiskt-holländskt och judiskt påbrå. Som 18-åring följde han sin familj till Kalifornien, där han efter vartannat var verksam som diligensvakt, apotekare, sättare, guldgrävare, skollärare, samt en tid redaktör för veckotidningen The Californian. Den stora guldrushens vildaste tid var just slut och lugnare tider började inträda, men hans upplevelser blev vilda nog. Bland annat var han en gång som vikarierade redaktör för ett landsortsblad nära att bli lynchad av ett antal guldgrävare, sedan han i en ledare påtalat en av dem iscensatt indianmassaker. Han innehade därefter en tjänst i lantmäteristaten, var en tid sekreterare i det kaliforniska myntverket och innehade en professur i modern litteratur vid statsuniversitetet, något som banade väg för honom som författare.
Han debuterade 1867 med en diktsamling, The lost galleon and other tales, och en samling skisser och berättelser, bland annat första serien av hans berömda parodier Condensed novel. Snabbt berömd som guldgrävarlandets epiker, åstadkom han 1870 sitt livs största folkliga succé med det humoristiska poemet Plain language from truthful James, som gjorde honom berömd i hela USA. Kort därefter flyttade han till New York, slösaktig, hjälpsam och opraktisk kämpade han där, trots en alltmer våldsamt uppdriven produktion med ständigt försämrade affärer och räddades endast från personlig konkurs genom den av vänner utverkade posten som amerikansk konsul i Krefeld i Tyskland 1878.
Snart förflyttades han till Glasgow, och slog sig därefter ned i Storbritannien för gott. Han den förståelse han här mötte sporrades han till en förnyad litterär verksamhet och skrev under de två sista decennierna av sitt liv bosatt i London många av sina främsta verk. Harte har som poet åstadkommit flera betydande verk, men det är främst genom sina noveller han blev berömd. Hans enda roman, Gabriel Conroy (2 band, 1876) är närmast ett misslyckande. Som novellförfattare hör han till 1800-talets främsta. Bland hans noveller, som uppgår till ett 30-tal märks främst Tales of the argonauts (1875), Flip (1882), In the carquinez woods (1883), Snowbound at Eagle's (1886), Cressy (1889) och Colonel Starbottle's client (1892).